# ダイヤモンド D-Jet

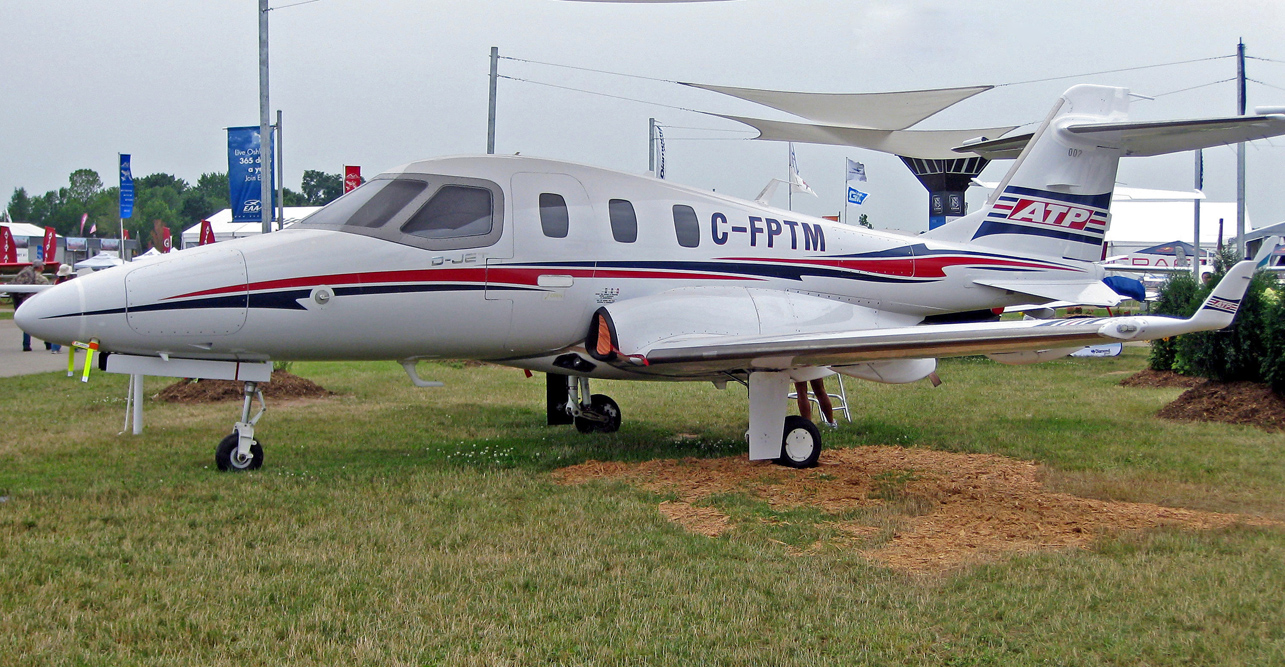
ダイヤモンド D-Jet

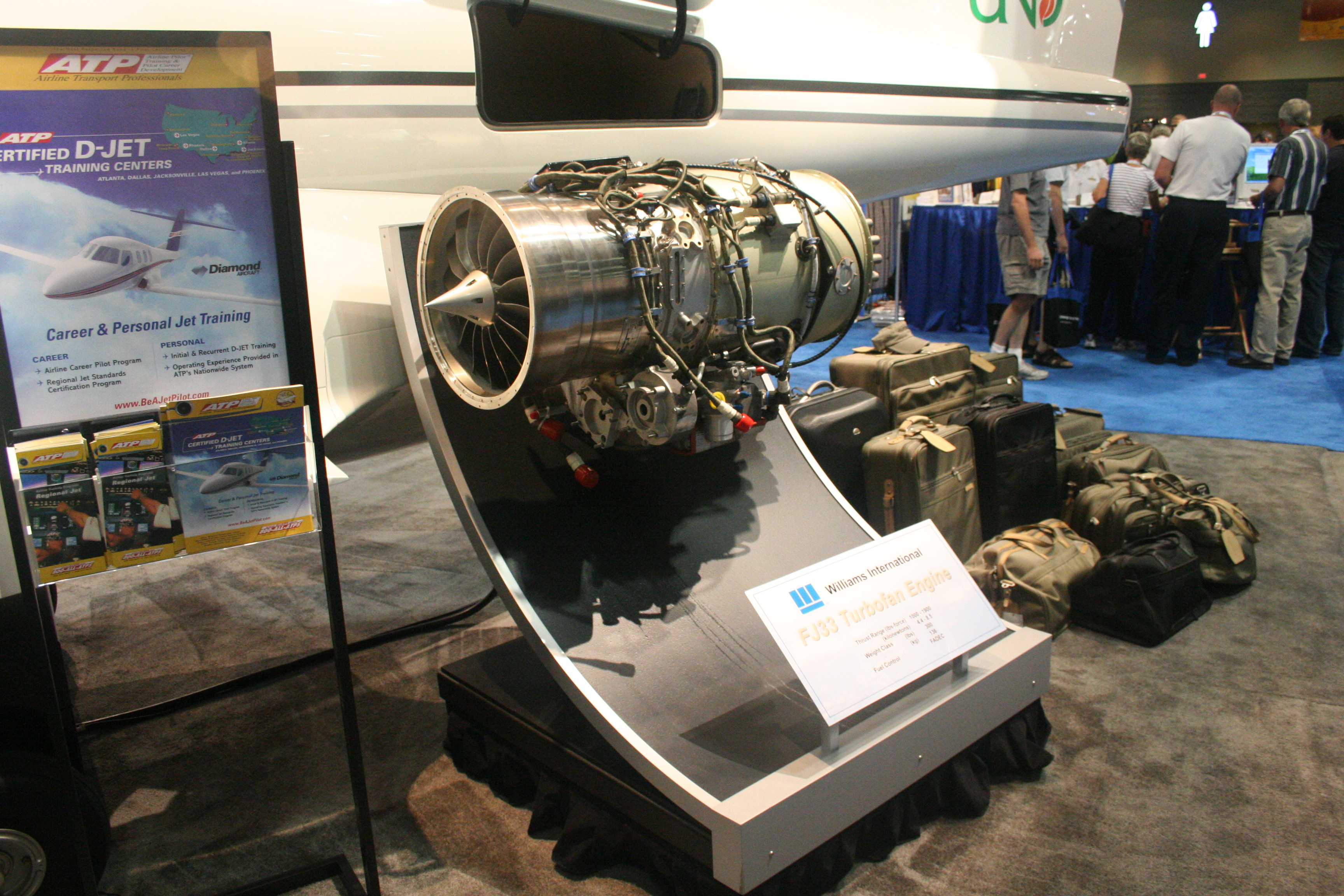
エンジン

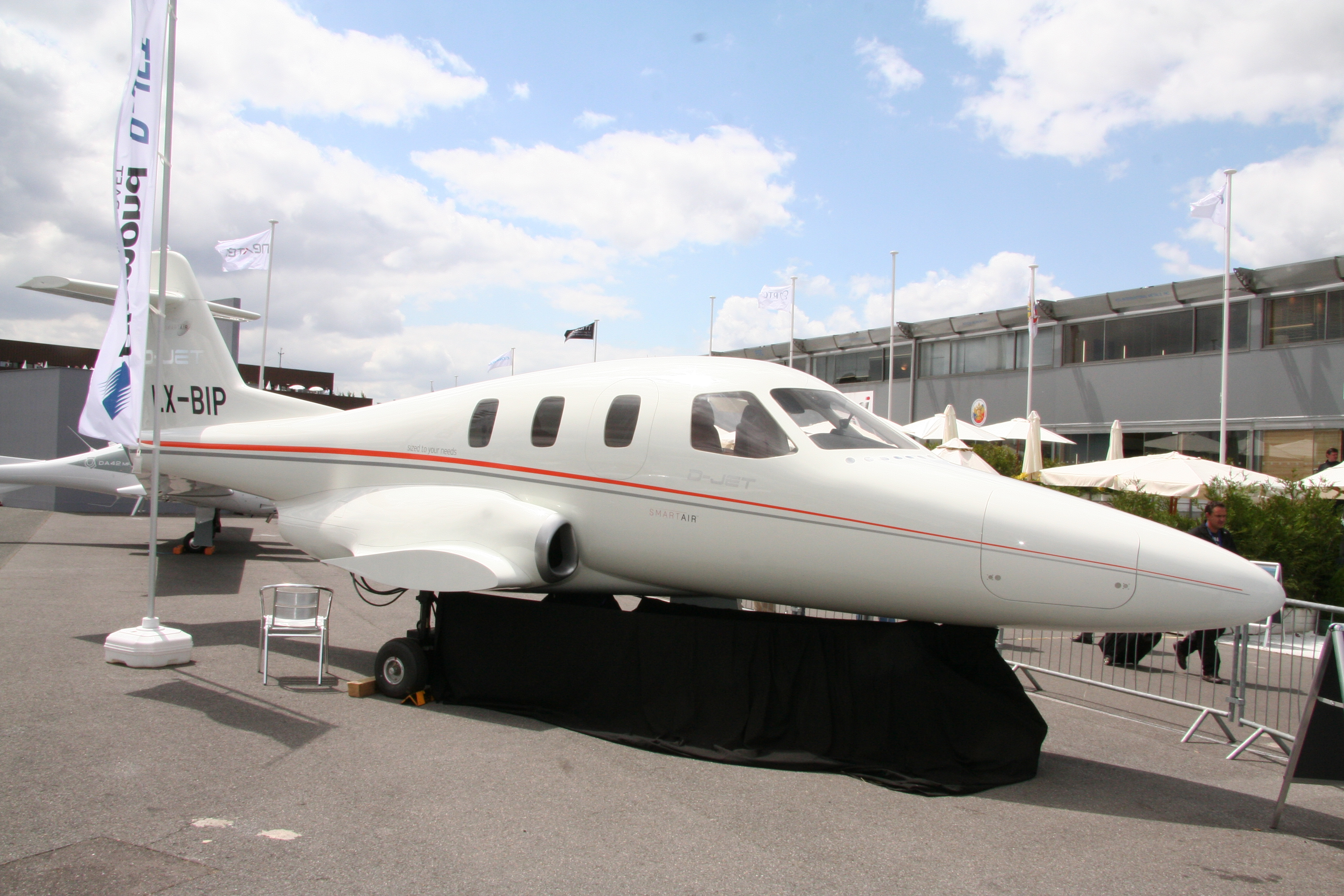
実物大模型

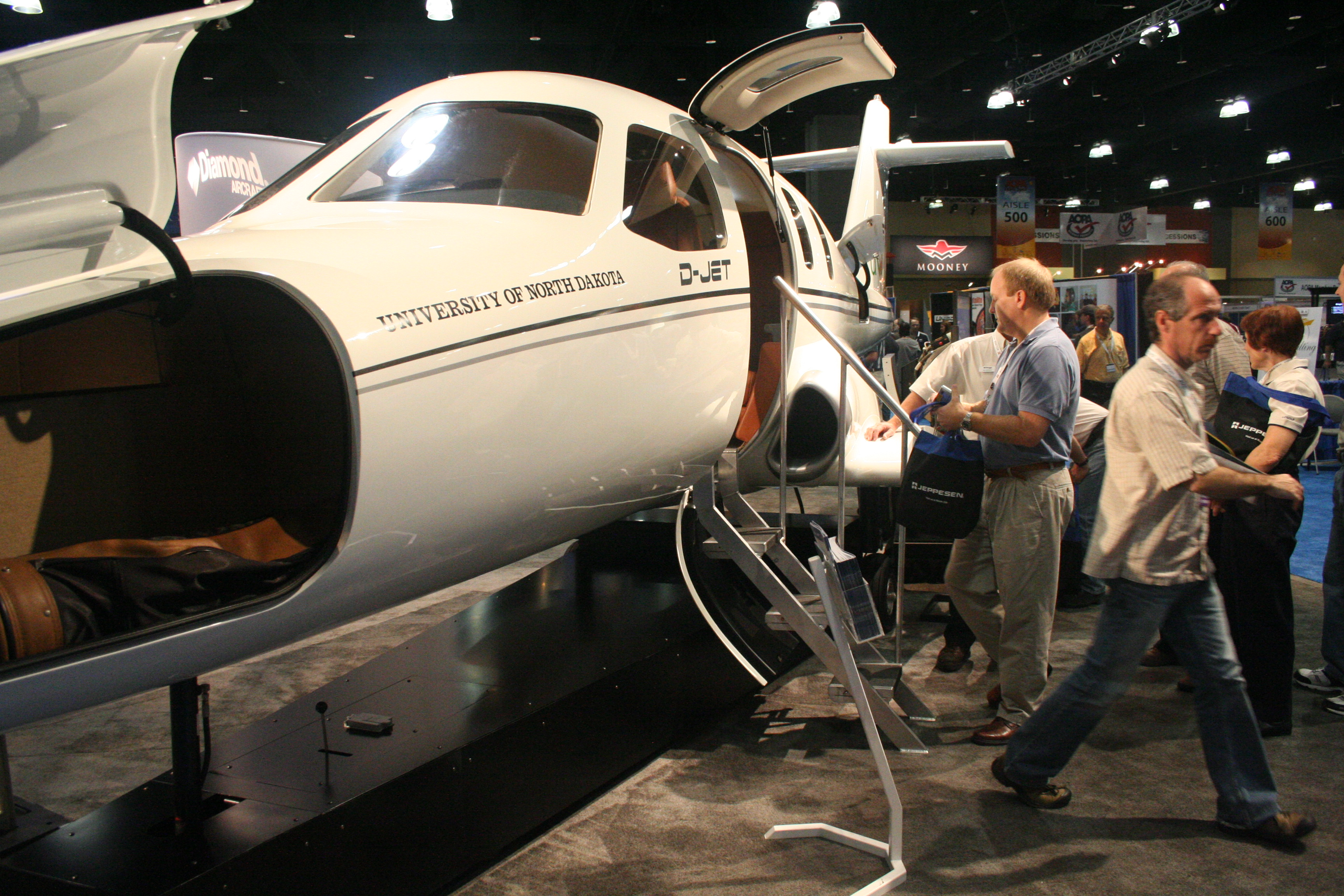
展示された機体

ダイヤモンド D-Jet(Diamond D-Jet)はオーストリア、ニーダーエスターライヒ州のウィーナー・ノイシュタットのダイヤモンド・エアクラフト・インダストリーズが開発中の単発低翼固定脚の超軽量ジェット機である。

## 概要
単発式超軽量ジェット機でガーミン製のG1000グラスコックピットを備え、計器飛行や着陸訓練用のオプションが用意されている。
2006年4月18日に初飛行に成功した。その後、何度か資金難により計画が中止されそうになったがどうにか開発は継続している。

## スペック
アルファ－アビエィションより
- 全幅：10.7 m
- 全長：11.5 m
- 全高：3.6 m
- 最大巡航速度：583 km/h
- 巡航高度：7.600m
- 最大巡航距離：1,320 nmi (2,445 km)
- エンジン：ウィリアムズ・インターナショナル FJ33-4A-15
- 最大離陸重量：24,407 lb (11,071 kg)
- 搭乗者：最大5名